# Dávid Ferenc (püspök)
Dávid Ferenc (születési neve Franz David Hertel, Kolozsvár, 1520 körül – Déva, 1579. november 15.) az Erdélyi Unitárius Egyház megalapítója és első püspöke 1568-tól haláláig.

## Élete
Dávid Ferenc Kolozsváron született 1520 körül. Édesapja, Hertel Dávid szász nemzetiségű csizmadia mester volt, édesanyja pedig magyar. Tekintettel arra, hogy Kolozsvár ebben az időben fele-fele arányban volt magyar és szász, minden valószínűség szerint mindkét nemzethez való tartozását magától értetődőnek tartotta. Nevét, az akkori humanista szokás szerint édesapja neve után Franciscus Davidisre latinosította.

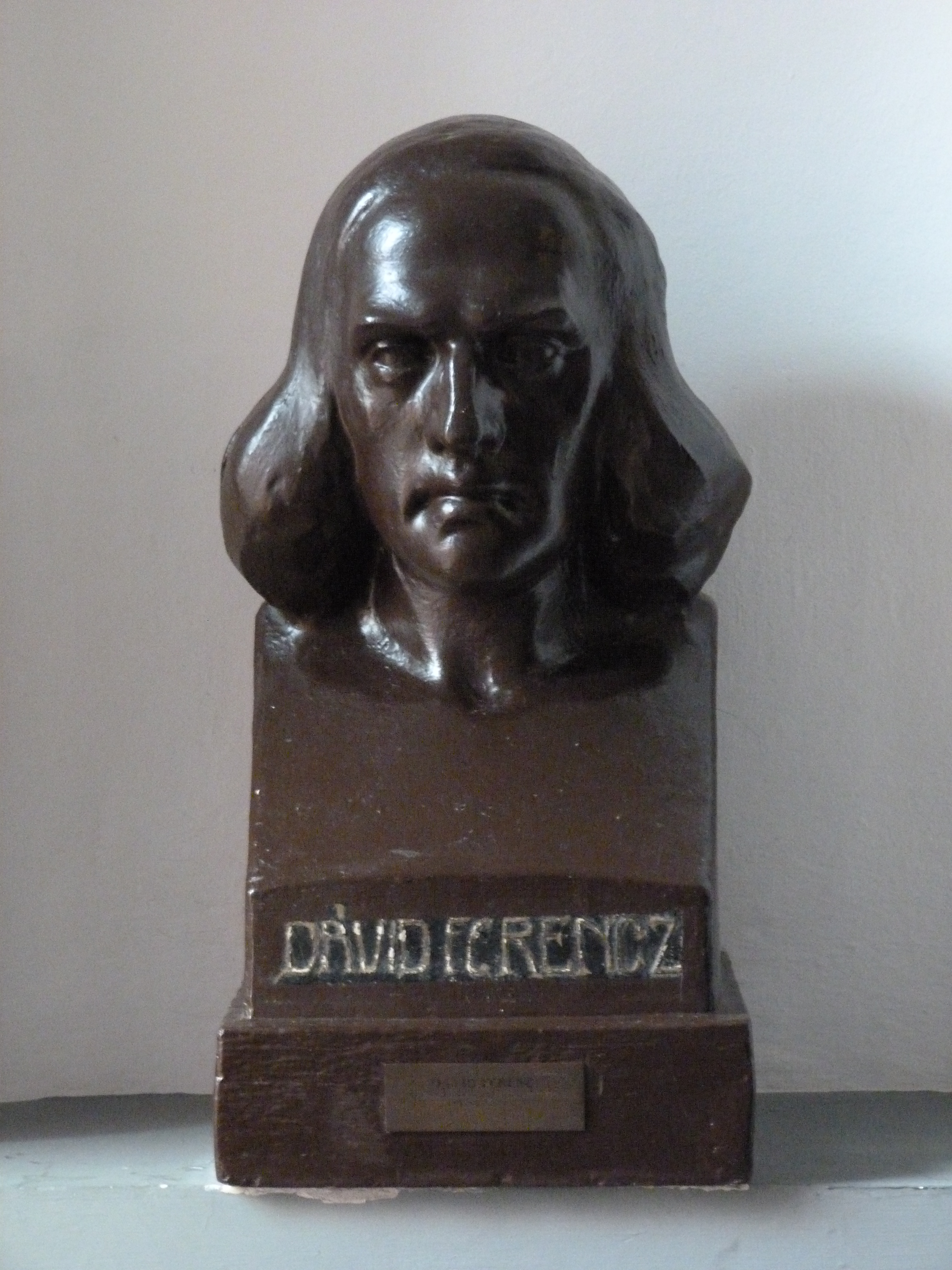
Dávid Ferenc

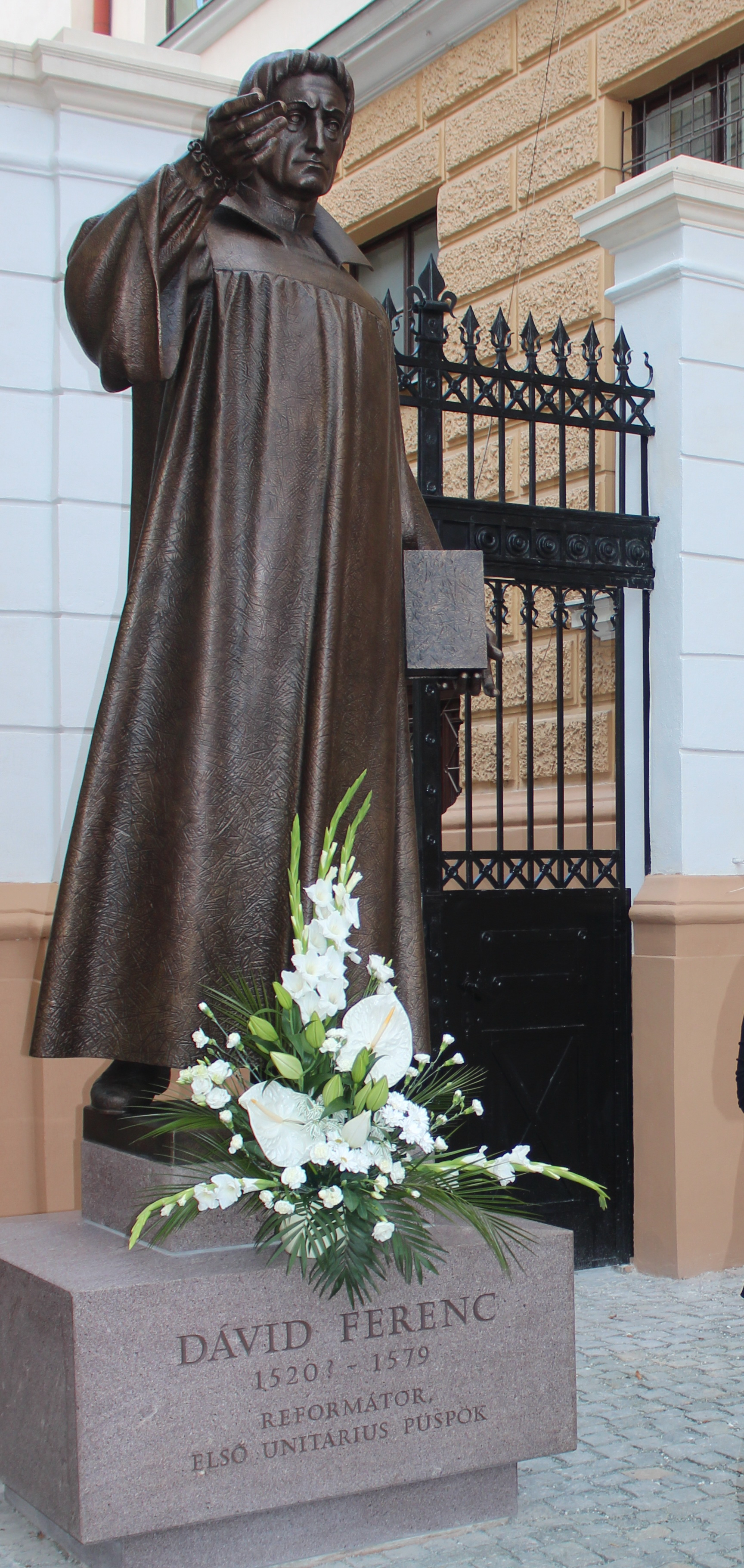
Szobra a kolozsvári unitárius templom mellett, Gergely Zoltán alkotása

Dávid Ferenc édesanyja nemzetiségére vonatkozóan nem egyértelműek a kutatások. Azt jelzik ugyanis, hogy származására nézve magyar nemes volt, de az akkori kor gyakorlata szerint ez nem volt lehetséges, hiszen a kolozsvári letelepedés nem volt biztosítva a nemesi kiváltságokkal rendelkezők számára, sőt az akkori feljegyzések értelmében a gazdag, tehetős polgárok szász nemzetiségűek voltak. Némelyek azt a lehetőséget is felvetik, hogy édesanyja is vegyes házasságból született, aki jól írt és beszélt magyarul.
Dávid Ferenc születésével kapcsolatosan létezik egy valószínűen téves feltételezés, miszerint születése 1510-re tehető. Ezzel kapcsolatosan is folytattak kutatásokat az életrajzírók, akik többek közt arra a meggyőződésre jutottak, hogy ez kevésbé valószínű, hiszen 1570-ben még élő édesanyja, illetve alig korábban meghalt édesapja aggastyán kellett legyen (kb. 90 éves), ami abban a korban elképzelhetetlen volt. Ugyanakkor brassói beiskolázását, illetve a feljegyzéseket figyelembe véve is az tartható valószínűbbnek, hogy 1520–1530 között született. 
Tanulmányait 1545 és 1551 között Wittenbergben és az Odera menti Frankfurtban végezte. Hazatérve katolikus plébános, de csakhamar csatlakozott a reformáció a lutheránus ágához. Lelkész, majd püspök lett. Később a helvét ágban (református) találta meg az igazságot: református püspök lett. Besztercén iskolaigazgató, Petresen lelkész, majd Kolozsváron iskolaigazgató. 1555-től Kolozsvár főlelkésze. Később János Zsigmond erdélyi fejedelem udvari prédikátora lett. Ekkortól kezdett antitrinitárius (későbbi nevén „unitárius”) nézeteket vallani. 1567-ben János Zsigmond a rendelkezésére bocsátotta a gyulafehérvári nyomdát, hogy nézeteit hirdesse.
Több magyar és latin nyelvű művet adott ki, melyekben a humanizmus és a reformáció nézeteit vallotta. Jelentős részben az ő tevékenységének köszönhető, hogy Erdély a vallási türelem jelképe lett Európában. 1568. január 6–13. napjain tartották Tordán azt a híres országgyűlést, ahol elsőként Európában határozatot hoztak a vallásszabadság biztosítására: „A prédikátorok minden helyen hirdessék az evangéliumot mindenki az ö értelme szerint; és a közösség ha elfogadja, jó, ha nem pedig senkit ne kényszerítsenek arra amit lelke el nem fogad; de mindenki olyan prédikátort tarthasson, amelyik neki tetszik. Ezért senki az elöljárók közül, se mások a prédikátorokat ne bántsák, a vallásáért senkit ne szidalmazzanak, az előbbi szabályok szerint. Nem engedik meg senkinek, hogy a tanításért bárkit is büntessenek vagy fenyegessenek; mert a hit Isten ajándéka, ez hallásból van, a hallás pedig Isten Igéje által.”
1571-ben János Zsigmond halála után a katolikus Báthory István lett Erdély fejedelme. Még abban az évben a gyulafehérvári nyomdát visszavette az unitáriusoktól. Az 1572. évi marosvásárhelyi országgyűlés megerősítette a vallásügyi törvényt, de egyben kimondta az újabb hitújítások tilalmát is. Dávid Ferencet eme tilalom alapján fogta perbe 1579-ben Báthory Kristóf vajda, aki a lengyel királyként is uralkodó fejedelem bátyjaként Erdélyt kormányozta. Hite miatt életfogytiglani fogságra ítélték. A dévai várbörtön foglyaként halt meg.

## Családja
Első felesége, akinek neve nem ismert, 1570-ben halt meg. Második felesége a kolozsvári főbíró lánya, Barát Kata lett, akitől azonban 1576-ban elvált. A régebbi források szerint két házasságából két lánya és két fia született, az újabb kutatások azonban csak három gyermek létét tekintik bizonyítottnak:
- Käthe/Kata(?), Trauzner Lukács városi számvevő felesége.
- David/Dávid Hertel (1560–1582).
- Johann Seivert szerint Sophia/Zsófia(?) nevű lánya Johannes Sommer (1542–1572) teológus, humanista író felesége volt; ezt az állítását többen is átvették, de erre nézve nincsenek közvetlen bizonyítékok, és az állítás ellentmond más tényeknek.[2]
- Johannes/János, kolozsvári orvosdoktor.

Szinnyei Józsefnél szerepel egy ifjabb Dávid Ferenc is, akinek Defensio Francisci Davidis in negotio de non invocando Jesu Christo in precibus (Basileae, 1581) című munkáját és külföldi tanulmányait említi, de a mű szerzőségét utóbb vitatták, a Ferenc nevű fiú létezését kétségbe vonták. A kérdéses művet egyes források szerint maga Dávid Ferenc írta, más források szerint Dávid vagy János fia.

## Emlékezete

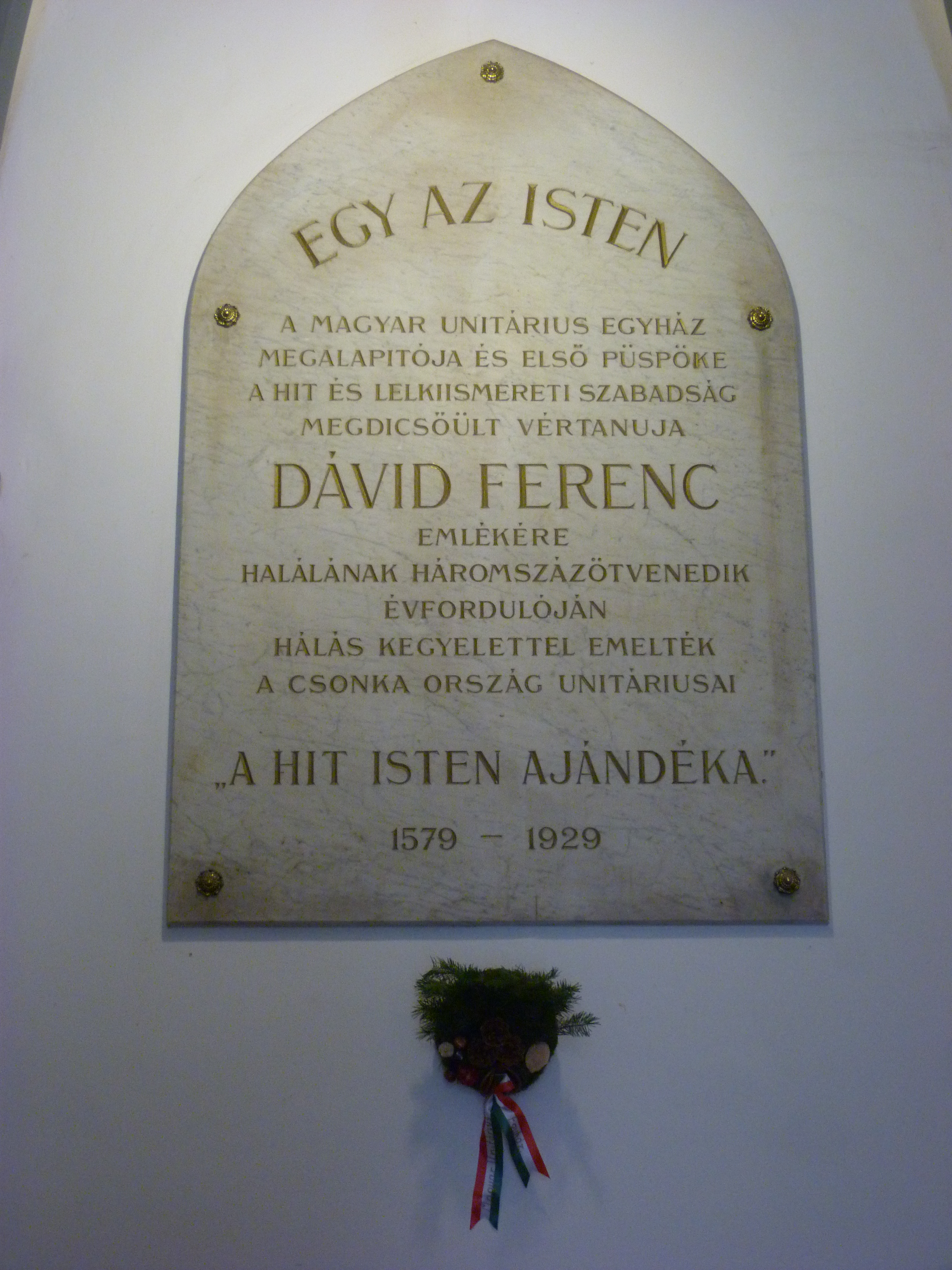
Dávid Ferenc emléktáblája – Budapest, 1929

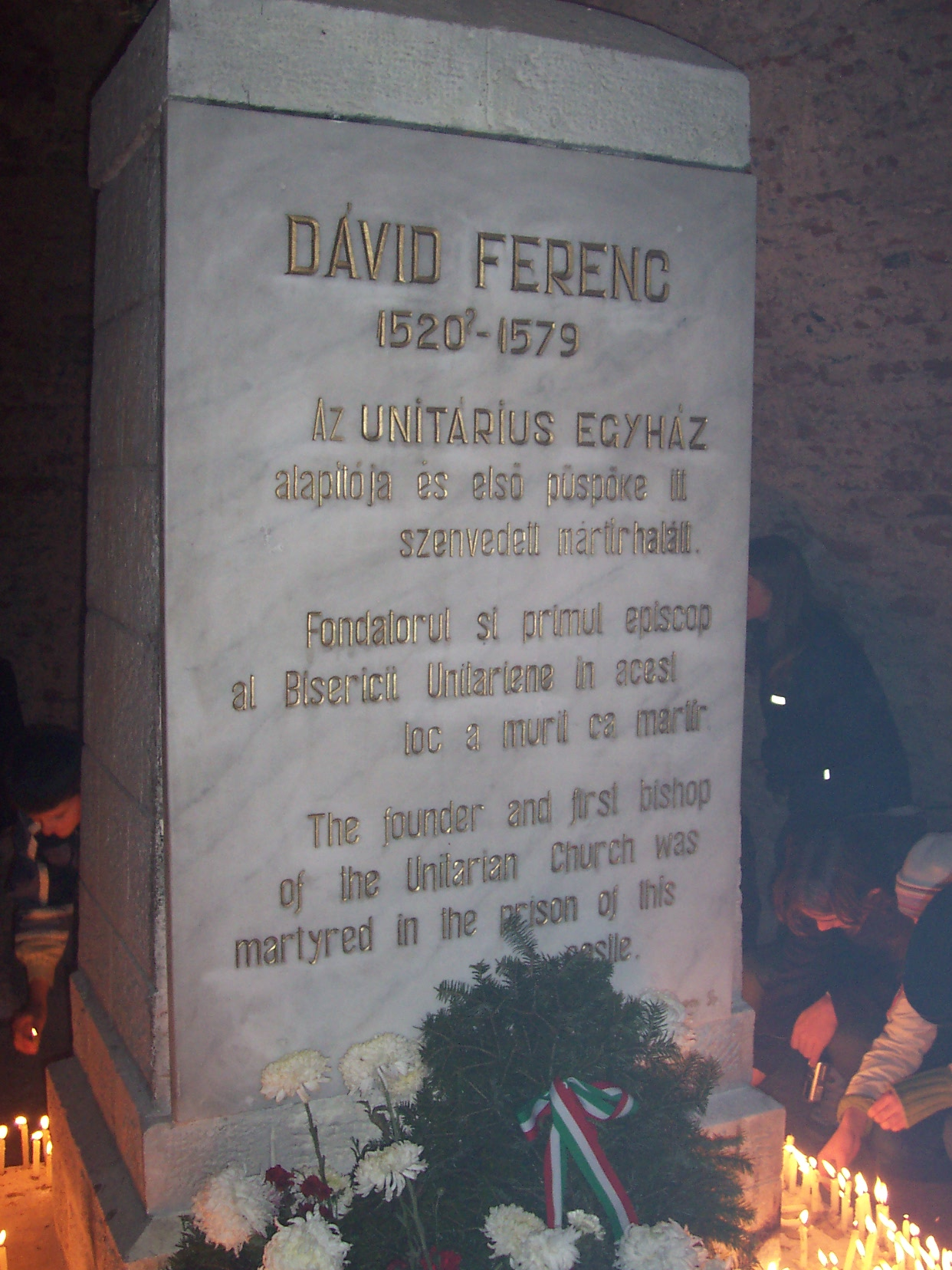
Dávid Ferenc-emléktábla Déván

- 1879-ben halálára való első nyilvános megemlékezés a székelykeresztúri zsinat alkalmával.
- 1885-ben megalakult a Dávid Ferenc Egylet.
- 1910-ben születésének 400-ik évfordulóján emléktáblát helyeztek el a Dévai várban. Felirata: „Déva vára börtönében szenvedett ki 1579-ben vallásos meggyőződésének hirdetéséért halálig tartó fogságra ítélt Dávid Ferenc, a Magyarországi Unitárius Egyház megalapítója és első püspöke. A nagy reformátor születésének 400-ik évfordulóján kegyelettel állította az emléktáblát szellemének örököse, a Magyarországi Unitárius Egyház 1910-ben”.
- 1948. augusztus 8-án harmadszor állítanak emléktáblát, mivel a korábbiak megrongálódtak.
- 1998-ban a Homoródalmási Általános Iskola felveszi Dávid Ferenc nevét.
- 1998-tól halálának évfordulóján évente az Országos Dávid Ferenc Ifjúsági Egylet szervez megemlékezést Déva várában.
- 2019. augusztus 17-én felavatták egész alakos köztéri szobrát a kolozsvári belvárosi unitárius templom és a János Zsigmond Unitárius Kollégium között.[6]
- 2019. szeptember 21-én felavatták egész alakos köztéri szobrát Sepsiszentgyörgyön.

## Művei
- Elegia, Scripta ad Eximium D. Franciscum, I. V. Doctorem, ac Vicarium Ecclesiae Albensis in Transsylvania… Maecenatem suum semper colendum (hely n., ezt megelőzi Pesthi Gáspárhoz 1550-ben intézett latin levele; mindkettő egész terjedelmében Jakab Elek munkájában, egyetlen példánya a m. tud. akadémiában)
- Dialysis Scripti Stancari Contra Primum Articulum Synodi Szekiensis, qui de doctrina controvertitur, conscripta. Claudiopoli, 1555 (egyetlen péld. a m. n. múzeumban)
- Responsum ministrorum Ecclesiae Colosvariensis ad scripta varia Martini a Calmancha in Causa Coena Domini edita Colosvarini. Anno 1556. die 25. Julii. (ism. Archiv des Vereins für siebenb. Landesk. N. F. II. 1857. 249. Schwarz K.; Jakab Elek Dávid F.-nek tulajdonítja; a példány azonban még nem került elő)
- Consensus Doctrinae De Sacramentis Christi… Claudiopoli, 1557 (névtelenül, egyetlen péld. a szebeni ev. gymnasiumban)
- Acta Synodi Pastorum Ecclesiae Nationis Hungaricae in Transylvania… Anno 1558. in oppido Thorda celebratae. Uo. 1558 (névtelenül, egyetlen péld. Uo.)
- Az Vrnac Vaczoraiarol Valo közenséges keresztyéni vallas. Colosvarot, 1559 (névtelenül, Jakab E. szerint Dávid F. ezen munkának alkotásában is fő-főrészes volt, megvan a m. n. múzeumban)
- Defensio Orthodoxae Sententiae de Coena Domini… (Kolozsvár), 1559 (névtelenül, egyetlen példány Ráth Györgynél Budapesten)
- Scriptum Francisci Davidis anno Domini 1566 (Lampe, Hist. Eccl. Hungar. 152–154. l.)
- Ejudem Francisci Davidis Responsio ad Argumenta, quibus Hypostasin Spiritus Sancti Petrus Caroli stabilivit (Lampe, Hist. Eccl. Hungar. 154–158. l.)
- Propositiones in Disputatione Albensi coram Regia Maiestate a D. Georgio Blandrata et Francisco Davidis propositae Limitationi Ministrorum, qui ex Ecclesiis Hungaricis Disputationi interfuerunt, Kolozsvár, 1566 (Jakab E. szerint ezen könyvecske nem más, mint a Kolozsvárt 1566-ban nyomtatott Catechismus Ecclesiarum Dei-nek «Sententia concors Pastorum et Ministrorum Ecclesiae Dei» czímű melléklete)
- Catechismus Ecclesiarum Dei in natione Hungarica per Transilvaniam. Claudiopoli, 1566 (névtelenül)
- Disputatio prima Albana seu Albensis, habita 1566. 24. Febr. Uo. 1566 (névtelenül)
- De Falsa et Vera Vnius Dei Patris, Filii, et Spiritvs Sancti Cognitione Libri Dvo. Albae Juliae, 1567
- Rövid Magyarazat mikeppen az Antichristvs, az igaz Istenről valo tudomant meg homalositotta… Albae Juliae, 1567
- Rövid Utmutatás az Istennec igeienec igaz ertelmere, mostani szent Haromsagrol tamadot vetélkedesnec meg feytesere es itelesere hasznos es szükseges, Albae Juliae, 1567
- Refvtatio Scripti Petri Melii, quo nomine Synodi Debrecinae docet Johoualitatem, et trinitarium Deum Patriarchis, Prophetis, et Apostolis incognitum. Albae Juliae, 1567
- Demonstratio Falsitatis Doctrinae Petri Melii, et reliquorum Sophistarum per Antitheses una cum refutatione Antitheseon veri et Turcici Christi, nunc primum Debrecini impressarum… Albae Juliae (1568, névtelenül)
- Refutatio Propositionum Petri Melii non inquirendae Veritatis ergo sed ad contendendum propositarum, ad indictam Synodum Varadinam 22. Augusti Anno 1568, Uo. (névtelenül)
- Theses Thordae Disputandae ad XIII Diem Nouembris, et in Synodo Varadina die 22. Augusti publicatae, Uo. (névtelenül)
- Literae convocatoriae ad Seniores Ecclesiarum Svperioris et Inferioris Pannoniae ad indictam Synodum Thordanam ad tertium Marty diem, additis Thesibus ibidem disputandis. Uo. 1568 (névtelenül)
- Aequipollentes ex Scriptura Phrases de Christo Filio Dei ex Maria Nato Figuratae…, Uo. 1568 (névtelenül)
- Antithesis Pseudochristi cum vero illo ex Maria Nato. Uo. 1568 (névtelenül)
- Az Szent Irasnac Fvndamentamabol vött Magyarazat az Jesus Cristusrol es az ő igaz istensegeről Uo. 1568
- De Mediatoris Jesv Christi hominis Divinitate, Aequalitateque libellus. Uo. 1568 (névtelenül)
- Brevis Enarratio Dispvtationis Albanae de Deo Trino, et Christo Dvplici coram Serenissimo Principe, et tota Ecclesia decem diebus habita. Uo. 1568 (névtelenül)
- De Regno Christi Liber primus. De Regno Antichristi Liber secundus. Accessit Tractatus de Paedobaptismo, et Circumcisione. Uo. 1569 (névtelenül)
- Propositiones Francisci Davidis ex Ungarico Sermone in Latinum conversae et in eadem Synodo Varadiensi (Ao 1569) exhibitae (Lampe, Histor. Eccl. Reform. in Hung. et Transylv. 228–230 l. és Jakab Elek, Dávid F. életrajzában)
- Az Váradi Disputacionac avagy vetelkedesnec, az egy Attya Istenről es annac Fiaról, az Jesus Cristusról és a szent Lélekről igazán valo elő számlalássa. Kolozsvár, 1569
- Első Resze az szent irasnac külön külön reszeiből vöt predicaciocnac az atya istenről, ennek kedig az ő fiaról az Ihesvs Christvsrol, es az mi öröcseguncnec peczetiről az szent lelekről. Gyula-Fehérvár, 1569
- Refutatio Scripti Georgii Maioris, in quo Devm trinvm in personis, et vnvm in Essentia: Vnicvm deinde eius Filium in persona, et duplicem in naturis, ex lacunis Antichristi probate conatus est. (Kolozsvár), 1569 (Blandrata Györgygyel együtt)
- Könyvetske Az igaz Kerestyéni Keresztségről, es a Pápa Antichristusnac Maymozássaról… Kolozsvár, 1570 (ezen egyetlen anabaptista magyar könyvnek egy ép példánya sem ismeretes; csonkán megvan a m. n. múzeumban)
- Responsio Pastorum ac Ministrorum Ecclesiarum in Transsylvania, quae vnvm Deum Patrem Christi Jesum Christum filium Dei crucifixum vnvmqu. amborum spiritum confitentur. Uo. 1570 (névtelenül)
- Az Egy ő magatol való Felséges Istenről, es az ő igaz Fiarol, a Nazareti Jesusrol, az igaz Messiasrol, A szent irásból vöt vallástéttel. Uo. 1571
- Az egy Attya Istennec, es az ő aldot szent fianac, az Jesus Christusnac Istenségekről igaz vallastéttel… Uo. 1571[7]
- Literae Convocatoriae, una cum Propositionibus in Synodo Vasarhellyina disputandis ad diem XX. Mensis Septembris, hujus Anni 1571. Uo. 1571
- Libellus Parvus, XXX Thesibus Blandratae oppositus, in quo disseritur Jesum Christum vocari nunc non posse Deum, cum non sit verus Deus… Uo. 1578 (névtelenül)
- Confessio Francisci Davidis de Jesu Christo quam ex carcere exhibuit. Regnicolis, paulo ante mortem Thordae, in Transylvania, in conuentu regni 17. April. Anno 1570 (Jakab Elek közli D. F. Emléke cz. munkájában)
- Isteni dicsiretek, imádságos és vigasztaló énekek (1575 után kellett megjelennie Kolozsvárt; egyetlen csonka példánya Jakab Elek gyűjteményével került a székelykeresztúri unitárius gimnázium könyvtárába. Ism. Keresztény Magvető VI. 94–107. I. V. Nagy János)
- Dávid Ferenc művei. 1. Rövid magyarázat, az eredeti kiadás facsimiléjével / Boros György: Dávid Ferenc theologiája; Magyar Unitárius Egyház, Kolozsvár, 1910
- Dávid Ferenc értekezése a kettős istenségről; ford. Márkos Albert; Minerva, Kolozsvár, 1943
- Rövid útmutatás, 1567; sajtó alá rend. Németh S. Katalin; Magyarországi Unitárius Egyház, Bp., 1985
- Dávid Ferenc, a megfeszített Jézus Krisztus szolgája / Rövid magyarázat arról, hogyan hamisította meg az Antikrisztus az igaz Istenről szóló tanítást, és Krisztus az ö hívei által miképpen állította vissza az ő mennyei szent Atyjáról, önmagáról és a Szentlélekről szóló tudományt, feltárva számunkra annak értelmét. Rövid útmutatás az Isten igéjének helyes értelmezéséhez, mostanában a szentháromságról támadt vitának megértéséhez és megítéléséhez; Gazdag Árpád, Szigetmonostor, 2010
- Könyvecske az igaz keresztyéni keresztségről...; ford. Dávid Ferenc, sajtó alá rend. Kelemen Sándor Tomi; MTA KIK–OSZK–Magyarországi Baptista Egyház, Budapest, 2020

## Kéziratos munkái
- Epistola ad Ecclesias Polonicas, super quaestione de Regno millenario Jesu Christi hic in terris. Albae Juliae, 1570
- De Justitia, Theses tres, quas Fr. Davidis in aedibus suis in quorundam praesentia caepit quaerere
- Articuli Synodi Thordanae ad diem 24. febr. initae A. 1579. Agendái, alkalmi egyházi beszédei és zsoltárfordításai a kolozsvári unitár. főiskola könyvtárában